# Eugenio Cibelli
Eugenio Cibelli (Napoli, 6 febbraio 1883 – New York, gennaio 1961) è stato un tenore italiano.

## Biografia
Si trasferì giovanissimo negli Stati Uniti con il padre, probabilmente il baritono Edoardo Cibelli attivo anche al Metropolitan di New York, dove iniziò gli studi e debuttò incidendo i suoi primi dischi Columbia. Nel 1913 rientrò in Italia e debuttò al Verdi di Salerno nel ruolo di Alfredo Germont nella Traviata.
In seguito, intervenne in alcuni grandi teatri italiani, come il Teatro Costanzi di Roma, presso il quale cantò nel 1916 nella Bohème, nel ruolo di Rodolfo, e nel 1919 in Cavalleria rusticana, nel ruolo di Turiddu. Nel 1920 cantò al Manhattan Opera House nel ruolo di Don José nella Carmen.
Fu anche un noto interprete della canzone napoletana.